# 高德政
高德政（？—559年），字士貞，渤海蓨人，北齊政治人物。

## 生平
高德政早年在東魏丞相高歡之子高洋府中任開府參軍，他與高洋關係甚好，兩人相處親暱，言無不盡。高德政累次升遷至相府掾，被高歡委為心腹之任，後又遷任給事黃門侍郎。
547年，高歡死後，長子高澄赴晉陽繼任丞相，高洋留守鄴城，命高德政參預機密事務，對他更加親重。549年，高澄遇刺身亡，高洋夜召楊愔、杜弼、崔季舒及高德政等人商議，決定由楊愔陪同其前往晉陽繼位，命高德政留守鄴城，任相府司馬，主管門下省事務。
高洋稱帝後，高德政被任為侍中，兼領宗正卿，不久又兼任吏部尚書，封藍田縣公。天保七年（556年），遷尚書右僕射，兼侍中，食勃海郡干。與尚書令楊愔同掌朝政，多有建樹。
高洋晚年酗酒，高德政屢次諫勸，高洋反感，對左右說：「高德政恒以精神凌逼人。」高德政大為恐懼，稱病躲入佛寺，兼學坐禪，以求退身。
高洋對楊愔說：「我真擔心高德政啊！他的病怎麼樣了？」楊愔知其忌憚德政，遂答：「陛下若用為冀州刺史，病當自差。」
高洋聽從建議。高德政見到任命，立刻起床，高洋大怒，召其入宮，曰：「聞卿病，當為卿針灸。」說罷拔刀刺之，血流滿地，又命武士劉桃枝斬其三趾，並囚於門下省。當夜開城門，以氈輿送其返家。
翌日，其妻攜家中四床寶物請託求情，恰巧高洋密訪其家，見之大怒曰：「我宮中府藏猶無是物！」詰其來源，得知為前朝東魏元氏所賄，高洋怒極，命將高德政斬首，其妻與子高伯堅亦被誅。其家財金寶盡賞平秦王高歸彥。
事後高洋向群臣解釋：「高德政常言當用漢人禮儀，去鮮卑舊俗，此一條便當死，又教我誅諸元氏，我今殺之，亦為元氏報仇。」但事後又悔，追贈高德政為太保、冀州刺史，諡曰康。由嫡孫高王臣襲爵藍田縣公。

## 家庭

### 祖父
- 高和璧，北魏中書博士

### 父母
- 高顥，北魏征虜將軍、中散大夫
- 頓丘李氏，北魏尚書右僕射、武邑文烈公李平之女，東魏衛將軍、祕書監、彭城侯李諧之妹[3][4]

## 子孫
- 長子：高伯堅，司徒東閣祭酒，贈海州刺史
  - 嫡孫：高王臣，襲爵藍田縣公，給事中、廣德將軍
    - 曾孫：高敬言，唐刑部員外郎、郎中，除戶部侍郎、吏部侍郎，歷任果、虢、糓、許四州刺史
      - 玄孫：高纘（632－669年），字崇業，年二十授右千牛備身，歷任懷州司士、汾州司功、洛州司戶。總章二年卒，年三十八
      - 玄孫：高隆基（633－680年），字繼，年弱冠以國子監明經高第，歷任並州參軍、左千牛衛兵曹參軍、尚乘直長、岳陽縣令、猗氏縣令。有子高懿、高憲
- 次子：高仲武，京畿司馬、平原郡守

## 延伸閱讀
[在维基数据编辑]
 《北齊書·卷30》，出自李百药《北齊書》